# XVIe siècle
Le XVIe siècle (ou 16e siècle) commence le 1er janvier 1501 (du calendrier julien) et finit le 31 décembre 1600 (du calendrier grégorien).
Il s'étend entre les jours juliens 2 269 298,5 et 2 305 813,5,.
Historiquement, on considère souvent qu'il commence le 12 octobre 1492 avec la découverte de l'Amérique par Christophe Colomb. Pour la France, on considère qu'il commence avec l'avènement du roi François Ier en 1515 et qu'il se termine avec l'assassinat du roi Henri IV en 1610.
Certains historiens comme Bernard Quilliet, reprenant Emmanuel Le Roy Ladurie, nomment la période s'étendant de 1490 à 1560 « le beau XVIe siècle ». Il a la particularité d'être le siècle le plus court de l'histoire, du fait de l'ajustement grégorien, qui fait sauter onze jours dans la nuit du 4 au 15 octobre 1582.
Ce siècle est marqué par un renouveau intellectuel et artistique en Europe, à la suite de l'extension au reste de l'Europe de la Renaissance, née en Italie et par les grandes découvertes. Sur le plan religieux, la Réforme protestante conteste l'autorité des papes, et le concile de Trente (1545-1563) précise certains points de doctrine (péché originel...).

## Événements
- 1519-1522 : circumnavigation Magellan-Elcano, premier voyage autour du monde[4].
- Années 1520-1530 : début de la traite des esclaves entre l’Afrique occidentale et le Nouveau Monde[5].
- 1560-1600 : rafraîchissement du climat ; début du petit âge glaciaire[6].

### Afrique
- XVe – XVIe siècle : Tsoede (en), un souverain légendaire fonde le royaume Nupe au sud-ouest du Nigeria, sur les bords du Niger entre Busa et le confluent de la Bénoué. Il établit des relations diplomatiques avec les États voisins, notamment les royaumes haoussa[7]. Il donne naissance à une civilisation dont les artistes ont peut-être été inspirés par ceux d’Ife et d’Oyo. Plusieurs statuettes en bronze, découvertes à Tada, à Jebba et à Gurap ont pour point commun d’avoir les yeux exorbités[8].
- XVe, XVIe et XVIIe siècles : migrations des Zarmas à la suite de conflits avec les Peuls dans le delta du Niger. Ils partagent des affinités culturelles et linguistique avec les Songhai ; ils s’installent d’abord au Zarmaganda sous la conduite de leur guide Mali Béro. Lui et ses descendants prennent le titre de zarmakoy (« chef des Zarma »). Puis ils migrent vers le Sud sur les rives du Niger et le Dallol où ils intègrent les populations autochtones[9],[10].
- XVe – XVIe siècle : installation de Bantous de part et d'autre du Vaal en Afrique du Sud[11]. Dans le Transvaal, les Sotho repoussent ou massacrent les San. Les Nguni occupent la plaine côtière du Natal. Les Swazi forment un royaume proche des Tonga. Les Xhosa repoussent les Khoïkhoï au-delà de la rivière Keï.
- XVIe : les peuples de langue mandé essaiment tout autour de l’ancien empire du Mali : Malinké dans la haute vallée du Niger, Soussou et Dialonké sur le plateau du Fouta-Djalon[12]. Bamako est fondée par les Niaré, une famille bambara à la fin du siècle[13]. À la fin du siècle, le souverain du Mali ne maintient son autorité que sur un territoire très réduit[14].

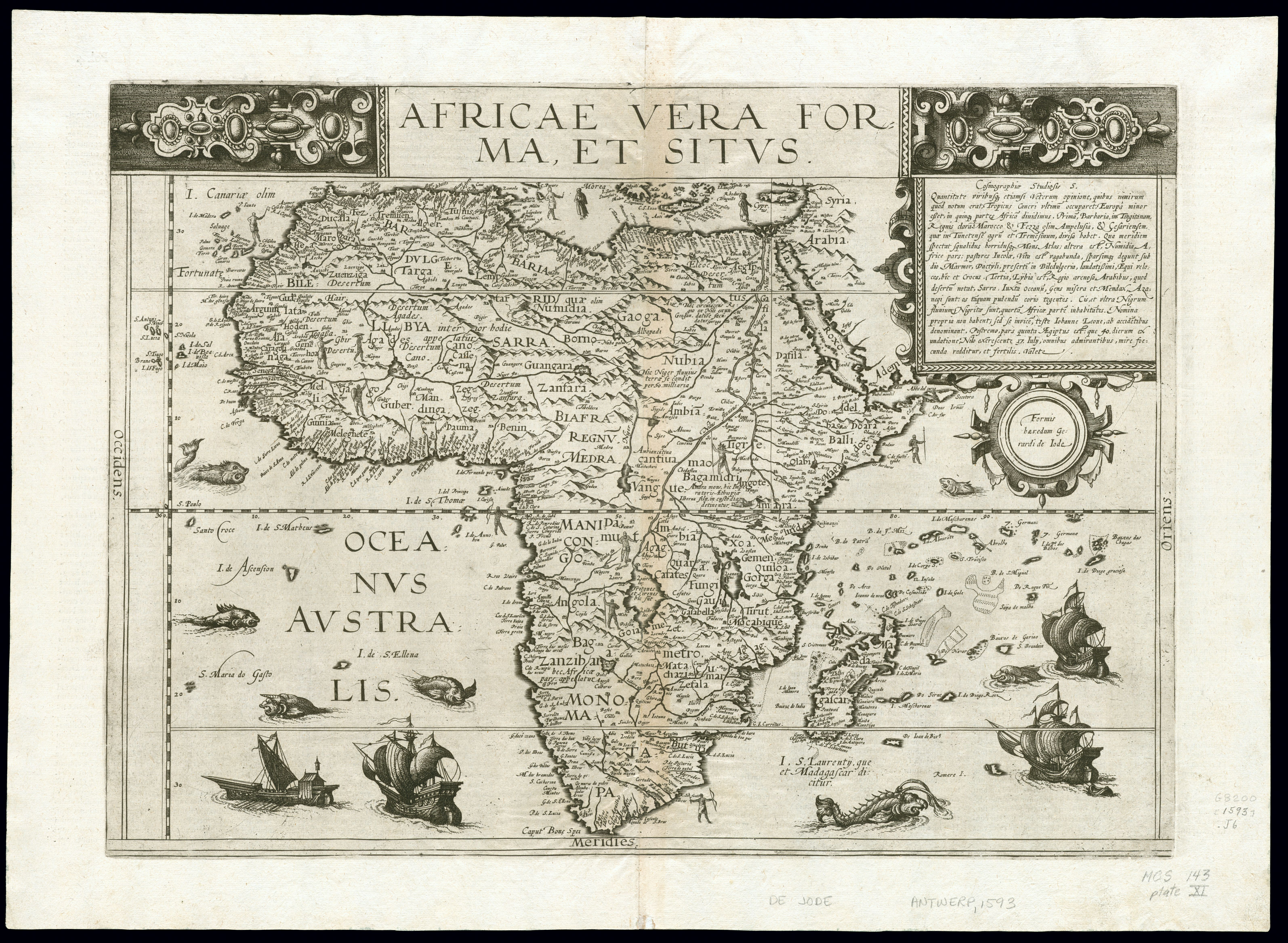
carte d'Afrique de Gerard de Jode, 1593.

- Vers 1500-1540, Madagascar : les Hova de la reine Rangita et de sa fille Rafohy occupent l’Imerimanjaka, au centre de l’île. Ils sont à l’origine du royaume Merina. Le fils de Rangita, Andriamanelo (vers 1540-1575), introduit l’utilisation du fer dans le royaume et étend son territoire vers le nord où il établit sa capitale à Alasora. Son fils Ralambo (vers 1575-1610) agrandit le domaine royal au Nord-Est de la future Antananarivo et s’installe à Ambohidrabiby[15].
- Après 1500 : le développement de la culture de la canne à sucre à Sao Tomé donne naissance vers 1510 à un courant de traite négrière à partir des côtes du Congo et du Gabon[16],[17].

- Vers 1500-1650 : la partie méridionale de l’Ouganda, entre les lacs Albert, Kioga, Victoria et Édouard, est le siège de quatre royaumes (Buganda, Bunyoro, Toro et Ankole) dont la fondation est antérieure au XVIe siècle[18]. Le Bunyoro, constitué selon la tradition sur les ruines de l'Empire du Kitara par la dynastie Luo Babiito vers 1450-1500, le plus puissant avant le XVIe siècle, décline à partir du XVIIe siècle, en raison de l’expansion du Buganda[19],[20].

- 1507 : le « royaume téké » ou « Tio » est mentionné pour la première fois par le Portugais Duarte Pacheco Pereira sous le nom d'Emcuquanzico (Mukoko Anziko). Les Teke contrôlent le Pool Malebo, situé au point de rupture de charge principal du Congo avant son embouchure. Ils jouent le rôle d’intermédiaire entre le commerce fluvial du bassin du Congo et les ports de la côte, notamment dans le commerce des esclaves dès la fin du XVIe siècle[21].

- Vers 1513 : création du royaume du Baguirmi au nord-est du Chari composé de Massa, Sara, Boulala mêlés à des nomades peuls et arabes. Au début du siècle, au sud-est du lac Tchad, un étranger originaire du Kenga nommé Bernim (Berni-Bessé ou Doukkengué) libère une tribu peule de la tutelle des Boulala. Avec leur aide, il soumet les chefferies environnantes et fonde le royaume du Baguirmi, avec Massénia comme capitale. Malo (1548-1561) prend le titre de mbang, constitue une armée puissante et étend son autorité. Son successeur Abdallah Hadji (1561-1602) introduit l'islam[22].
- 1527-1543 : guerre Adal-Éthiopie[23].
- Vers 1535 : les Nupe, peuple établit entre le Niger et la Bénoué, attaquent l'Empire d'Oyo ; les rois yorubas abandonnent leur capitale pour un exil de 80 ans à Borgu au nord-ouest d'Oyo[24].
- 1549 : fin de l’empire du Djolof  et de l’unité du peuple wolof au Sénégal[25]. il se scinde en plusieurs États : royaume du Oualo, Djolof, royaume de Cayor, Baol et « république » Lébou du Cap Vert. À partir de 1550, les Sérères, libérés de la tutelle du Djolof se répartissent en deux royaumes indépendants, Sine et Saloum, dont les rois s’appuient sur une féodalité de chevaliers. À l’Est, les chefs Sarakolé et Mandingue dirigent de petits États. Au Nord du Sénégal, les Maures (Trarza et Brazna) ont définitivement remplacé les Berbères. Ils dominent l’embouchure et razzient les populations noires[12].
- 1550-1660 : dans le sud de l’actuel Ghana sont établies plusieurs chefferies Ashanti dont celles des Adansi (1550), des Denkyira et des Akwamu (1660)[26].
- Vers 1550 : le royaume du Loango (rive droite du fleuve Congo) se libère de la tutelle de l’empire Kongo[27] et devient essentiellement un centre commercial exportant du cuivre et des esclaves[28].
- Avant 1569 : les Bakuba, chassés par les Bayaka du bassin moyen du Kwango auraient émigrés vers le nord-est et se seraient installés au confluent du Kasaï et de la Sankuru (république démocratique du Congo)[29]. Les Bushong (ou Bouchongo, « porteur du couteau de jet »), qui composent la majeure partie de la population avec les Twa et les Teke, forment le royaume Kuba, est dès le début du siècle en contact avec le royaume du Kongo et les Portugais[30].

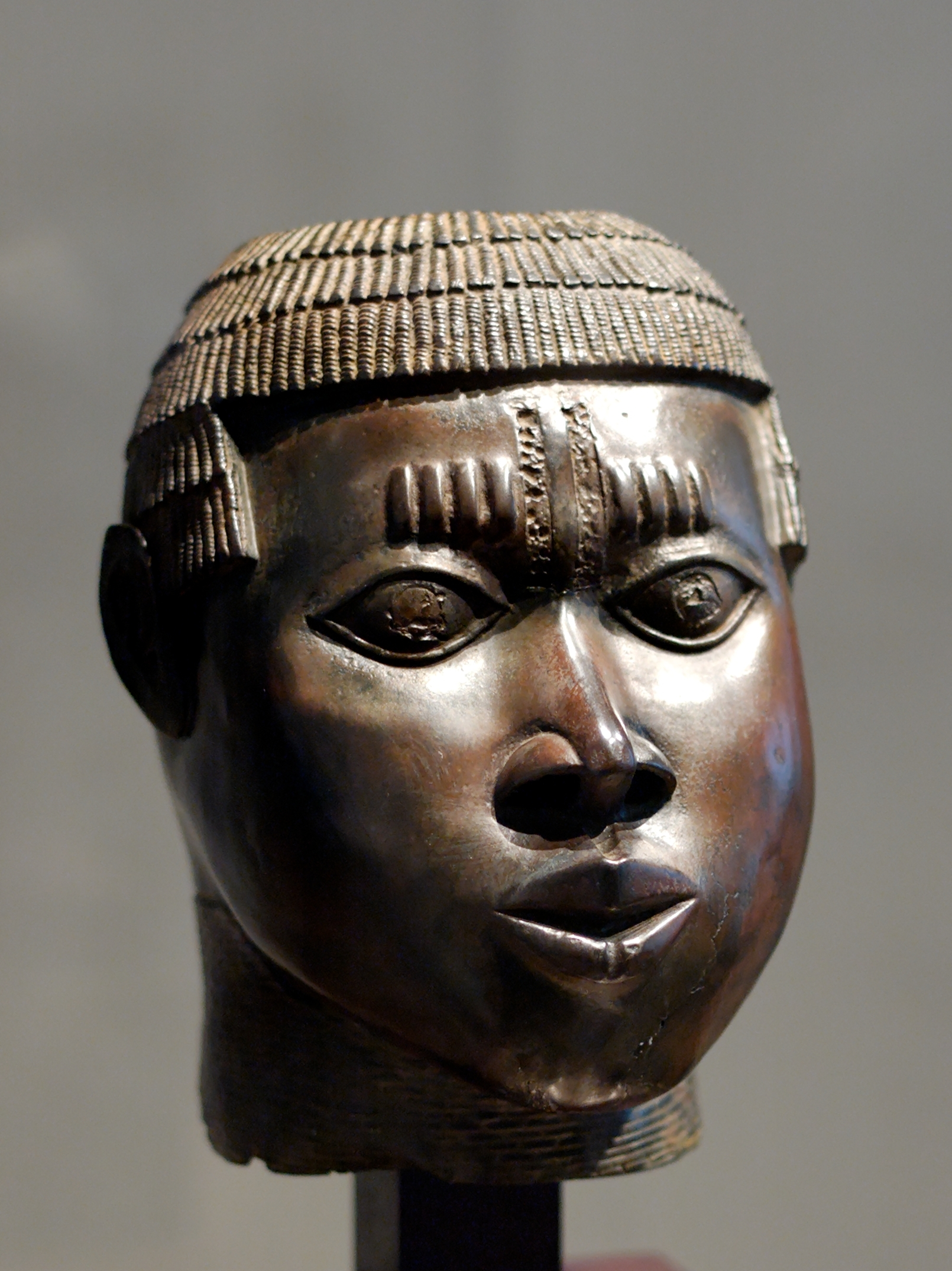
Bronze du Bénin, Nigéria, fin XVe siècle, première moitié du XVIe siècle.

- Entre 1575 et 1650 : apogée de l’art du bronze coulé à la cire perdue au Bénin et des têtes en laiton d'Ife[31].
- Vers 1585 : formation de l’empire Luba, sous l’autorité de leur roi mythique, Kongolo Maniema , entre la rivière Kasaï et le lac Tanganyika[32]. Le peuple Luba naît de la sécession d'un clan de l'ethnie Songye[33].
- Avant 1600 : le royaume Lunda (Est-Angola) est fondé par des guerriers-chasseurs venant du Luba (Katanga) dirigés par Ilunga Tshibinda[34].

### Amérique
- 1500 : Cabral accoste au Brésil et en prend possession au nom du roi du Portugal Manuel Ier[4]. Il  est divisé entre 1534 et 1536 en capitaineries héréditaires, confiées à des donataires chargés de mettre en valeur les ressources de la colonie. Devant le peu de succès remporté, à l'exception du Pernambouc et de São Tomé, un gouvernement général est installé à Salvador de Bahia en 1549[35].

- 1519-1521 : conquête de l'Empire aztèque par les Espagnols[4] ; le 4 mars 1519, Hernán Cortés débarque à Veracruz. Il entre à Mexico, qui se nomme alors Tenochtitlan, le 8 novembre 1519. Le 13 août 1521, le dernier empereur aztèque, Cuauhtémoc, se rend à Cortés, l'Espagne règne sur le Mexique jusqu'au 28 septembre 1821.

- Années 1520-1530 : début de la traite des esclaves entre l’Afrique occidentale et le Nouveau Monde[5]. Arrivée des premiers esclaves noirs en Amérique. Du début du XVIe siècle au début du XIXe siècle, environ 7,5 millions d’esclaves sont enlevés par les Européens sur les côtes d’Afrique occidentale (3,7 millions vers les Antilles, 2,5 millions vers le Brésil, 950 000 vers l’Amérique espagnole, 350 000 vers l’Amérique anglo-saxonne)[réf. souhaitée]. Au cours du XVIe siècle, environ neuf millions d'Africains sont déportés vers l’Amérique. Initié par les Portugais, ce commerce lucratif est repris par les Espagnols, les Anglais, les Hollandais et les Français qui achètent des esclaves essentiellement sur les côtes de Guinée (Elmina) puis du Congo-Brazzaville, du Congo-Kinshasa et d'Angola[réf. souhaitée].

- 1532-1572 : conquête de l'empire inca par Francisco Pizarro[4] ;en 1524, premier voyage de Pizarro au Pérou ; en 1527, deuxième expédition ; en 1533, capture et exécution de l'Inca Atahualpa par Pizarro à Cajamarca. Fondation de Lima en 1535. Les Indiens du Pérou restent fidèles à leurs traditions religieuses et à leur langue. Ils déterrent leur mort des cimetières pour les incinérer selon leurs rites. Extérieurement, ils se conforment aux usages chrétiens, mais conservent les leurs en élevant, s’il le faut, une croix sur leurs propres lieux sacrés. Ils se représentent le christianisme comme une sorte d’idolâtrie. Ils continuent à avoir des pratiques sociales fondées sur des principes de réciprocité[36].
- 1534 : Jacques Cartier prend possession du Canada au nom du roi de France François Ier[4].
- 1550 : controverse de Valladolid[37]. En 1556, Philippe II d'Espagne marque la fin de la Conquista en remplaçant l'usage du mot, ainsi que celui conquistador, par descubrimiento et pobladores (découverte et colons)[38].

### Asie et Pacifique
- Vers 1490-1573 : époque Sengoku[39]. Période de troubles au Japon ; les guerres locales s’exaspèrent ; ni l’empereur ni le shogun n’ont plus de pouvoir réel. La guerre devient une source de revenu pour les paysans qui se vendent comme mercenaires durant l’été (ashigaru)[40].
- 1501-1736 : la dynastie séfévide règne en Perse et fait du chiisme duodécimain la religion d'État ; elle atteint son apogée sous le règne de Shah Abbas (1587-1629)[41].
- 1510 : les Portugais prennent Goa qui devient la capitale de l'Inde portugaise[4]. En s'emparant de l'archipel de Socotra (1506), de Goa (1510), de Malacca (1511) et d'Ormuz (1515), quatre grandes places du commerce transocéanique, Afonso de Albuquerque fait de l'État portugais un empire maritime commerçant directement avec le Siam, la Malaisie et l'Indonésie (1509-1511) la Chine (1513) les Moluques et le Japon (1539).
- À partir de 1517 : augmentation des installations de Juifs en terre d’Israël (yishuv). Ils viennent directement de la péninsule ibérique, plus souvent de Salonique, de Constantinople ou de Smyrne. Vers 1520-1550, on compte environ 200 Juifs à Safed, autant à Jérusalem, quelques centaines à Hébron, Tibériade, Bethléem, Jaffa, Gaza… Les Bédouins et les Druzes massacrent régulièrement ces colonies sans protection, dans l’indifférence des pachas. La peste, le choléra, la malaria, les tremblements de terre achèvent les survivants. Le flux continue des colons Juifs permet cependant aux communautés de se maintenir. Safed, à la croisée des routes commerciales, permet aux Juifs de se lancer dans les affaires (négoce des épices, des fruits, des tapisseries, du blé et du riz, des chevaux et des mules, de toutes les monnaies. Les colons de Safed cultivent les oliveraies, le coton et utilisent les sources abondantes de la région. La ville attire les intellectuels par la proximité de Meron et des lieux où la tradition de la Kabbale fixe l’existence terrestre de Rabbi Akiba et de Simon bar Yohaï, au premier siècle de notre ère. Le rabbin Jacob Berab, qui siège de 1524 à 1545, rétablit l’autonomie religieuse vis-à-vis de Jérusalem et du Caire[42].
- 1520-1566 : apogée de l'Empire ottoman sous Soliman le Magnifique qui avance en Europe (conquête de la Hongrie, siège de Vienne en 1529) et en Méditerranée occidentale (échec de l'attaque d'Alger par Charles Quint en 1541 et alliance avec Barberousse)[43]. « Le siècle de Soliman » s’illustre dans le domaine littéraire par la poésie (Fuzûlî, Bâkî)[44], l’histoire (Sadeddin), la géographie (Piri Reis, auteur du Livre de Navigation)[45]. L’art, influencé par les Byzantins (coupole de Sainte-Sophie), les Perses (céramique) l’Égypte (minarets à tours superposés et à balcon) et la Chine (motifs floraux) connaît un extraordinaire épanouissement : architecture (Mi’mar Sinan), faïences, céramiques d’Iznik, tissus de soie et de velours de Brousse, tapis[44], art de la miniature (Ahmed Musa, qui ose représenter le Prophète, Mehmet Siyah)[46].
- 1526 : fondation de l'Empire moghol par Babur en Inde ; il se développe et s'organise sous le règne d'Akbar (1556-1605)[41].
- 1543-1650 : époque du commerce Nanban au Japon[47].

- Révolution ipoméenne en Nouvelle-Guinée[48] : l'introduction de la patate douce transforme radicalement l'économie agricole de l'île en permettant l'élevage intensif des porcs (date précise inconnue).

### Europe
- 1492-1598/1681 : siècle d'or espagnol. Apogée de l'Espagne, première puissance politique, militaire et économique européenne. Rayonnement culturel : langue, littérature, peinture... Conquête et colonisation de l'Amérique ; mise en place de l'Empire espagnol[49].
- 1494–1559 : guerres d'Italie, série de conflits menés par les souverains français en Italie pour faire valoir leurs droits héréditaires sur le royaume de Naples et le duché de Milan[50].
- 1495-1578 : apogée du Portugal sous les règnes de Manuel Ier (1495-1521), Jean III (1521-1557) et Sébastien Ier (1557-1578)[51]. Exploration de l'Océan indien et des mers d'Extrême-Orient pour contrôler la route maritime des épices, de la soie et de la porcelaine. Découverte (1500) et colonisation de la côte du Brésil. Constitution en Asie d'un empire commercial maritime structuré autour de Goa, conquise en 1510, Melaka, conquise en 1511, et Monaco, obtenue en 1557[4].
- 1500-1530 : Haute Renaissance, période artistique qui se développe en Italie durant les trente premières années du cinquecento, dans la continuité de la Première Renaissance commencée au siècle précédent. Elle se développe à Florence, Rome, Milan et Venise avant de s'étendre au reste de l'Europe. Elle est incarnée par des artistes comme Léonard de Vinci, Raphaël et Michel-Ange[52]. En 1550 et 1568, à l'apogée de la Renaissance, le premier historien de la peinture italienne, Giorgio Vasari, publie Les Vies des meilleurs peintres, sculpteurs et architectes, texte fondateur de l'histoire de l'art[53]. Il qualifie de Renaissance le renouveau artistique depuis 1450.
- 1501-1572 : âge d’Or de la Pologne-Lituanie[54].
- 1515-1547 : règne de François Ier, roi de France, associé à la diffusion de la Renaissance en France[55]. Vainqueur à Marignan (1515), il est fait prisonnier et battu à Pavie par l'empereur Charles Quint en 1525, il doit renoncer au Milanais (traité de Madrid (1526), traités du Cateau-Cambrésis)[50]. En 1539 il signe l'ordonnance de Villers-Cotterêts qui impose le français en tant que langue officielle du droit et de l'administration[56].

- 1517 : publication à Wittemberg en Allemagne des 95 thèses de Martin Luther, événement à l'origine de la Réforme protestante qui se diffuse en Europe[57].
- 1519 : Charles Quint est élu empereur du Saint-Empire romain germanique[55]. Hériter des terres des Habsbourg en Autriche, il règne jusqu'en 1556 sur les Pays-Bas, l'Espagne, ses possessions en Italie et son immense empire colonial[58].
- 1523 : la Suède se déclare indépendante de l'union de Kalmar après l'élection de Gustav Vasa (1523-1560)[59]; « début de l'ère Vasa ». La Scandinavie adopte le luthéranisme, la Suède de 1523 à 1527, le Danemark et la Norvège entre 1527 et 1537[60].
- 1524-1525 : guerre des Paysans allemands ; troubles dans la paysannerie en Souabe, Thuringe, Alsace et Autriche[56].

- 1531 : ouverture de la nouvelle bourse d'Anvers, la première bourse moderne[56].

- 1534 : Acte de suprématie. Henri VIII se proclame chef unique et suprême de l'Église d'Angleterre ; début de l'Anglicanisme[61].
- 1545-1563 : le concile de Trente organise la Contre-Réforme face à la Réforme protestante[62].
- 1547-1584 : règne d'Ivan le Terrible, premier tsar de Russie[63].

- 1555 : paix d'Augsbourg, compromis religieux entre le Catholicisme et les Protestants de la Confession luthérienne d'Augsbourg de 1530 en Allemagne[56].
- 1558-1603 : règne de la reine Élisabeth d'Angleterre. Elle met tout en œuvre pour éliminer Marie Stuart afin qu'elle ne soit plus une menace pour son trône (1568-1587)[64]. L'Église anglicane s'affermit.
- 1562-1598 : guerres de religion en France[65].

- 1568-1648 : guerre de Quatre-Vingts Ans aux Pays-Bas[66] ; révolte généralisée dans les dix-sept provinces dont résulte l'indépendance des Provinces-Unies au XVIIe siècle.
- 1569 : projection de Mercator, qui permet aux navigateurs de reporter facilement leur route sur un canevas orthogonal de méridiens et de parallèles[67].
- 1572-1648 : âge d’Argent de la république des Deux Nations Pologne-Lituanie[54]
- 1580-1640 : union de l'Espagne et du Portugal formant l'Union ibérique et des empires espagnol et portugais[4].
- 1588 : Invincible Armada.
- 1598 : édit de Nantes, Henri IV se fait accepter comme roi de France. Début de la marche vers l'absolutisme en France (1598-1661)[68].

- XVIe – XVIIe siècle : le cycle annuel de migration des Samis, éleveurs de rennes est pleinement établi en Laponie[69]. Ils utilisent des tentes démontables (Goahti), à armatures de bouleau couvertes de feutre gris[70].

## Personnages significatifs

### Personnalités politiques

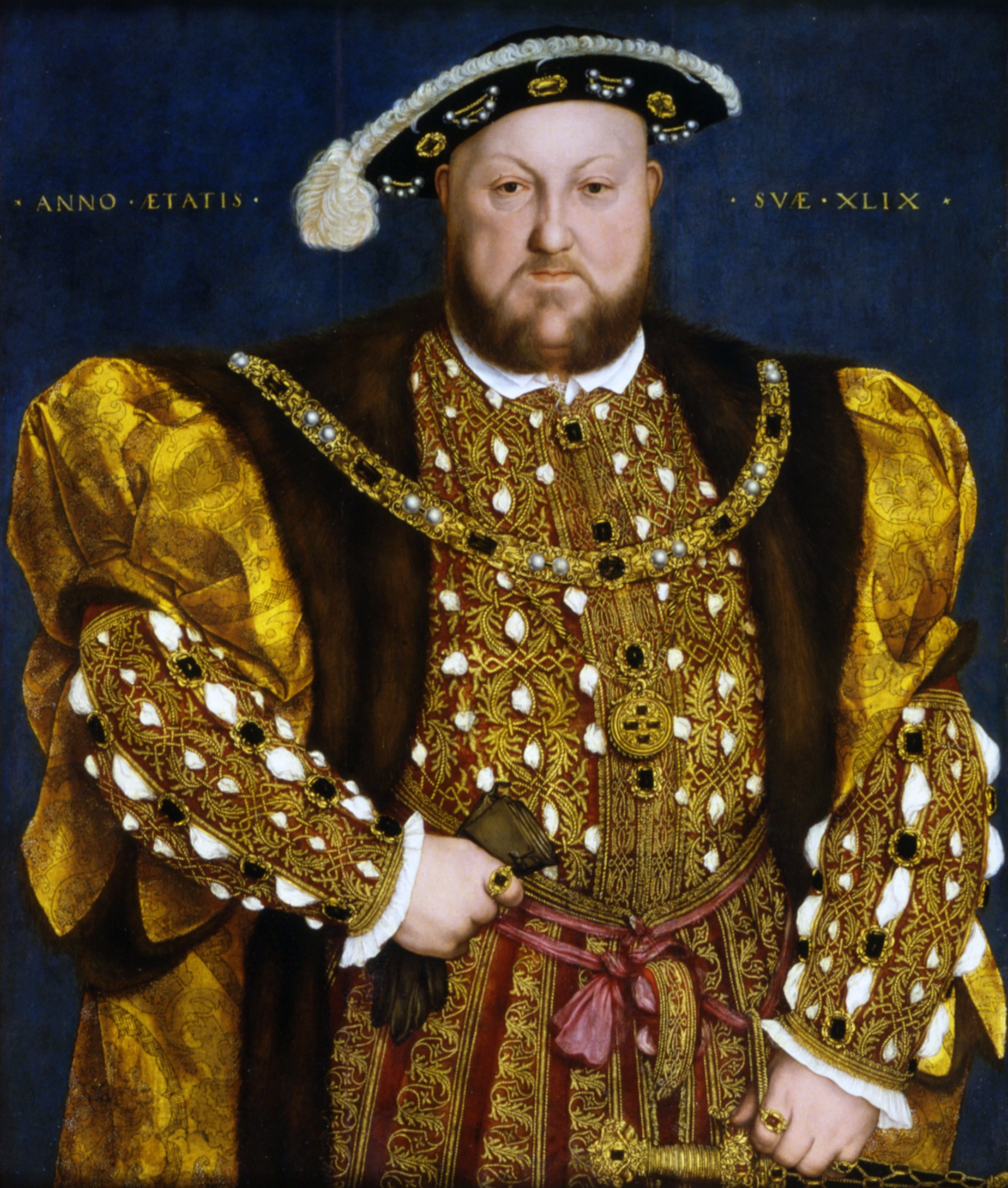
Henri VIII
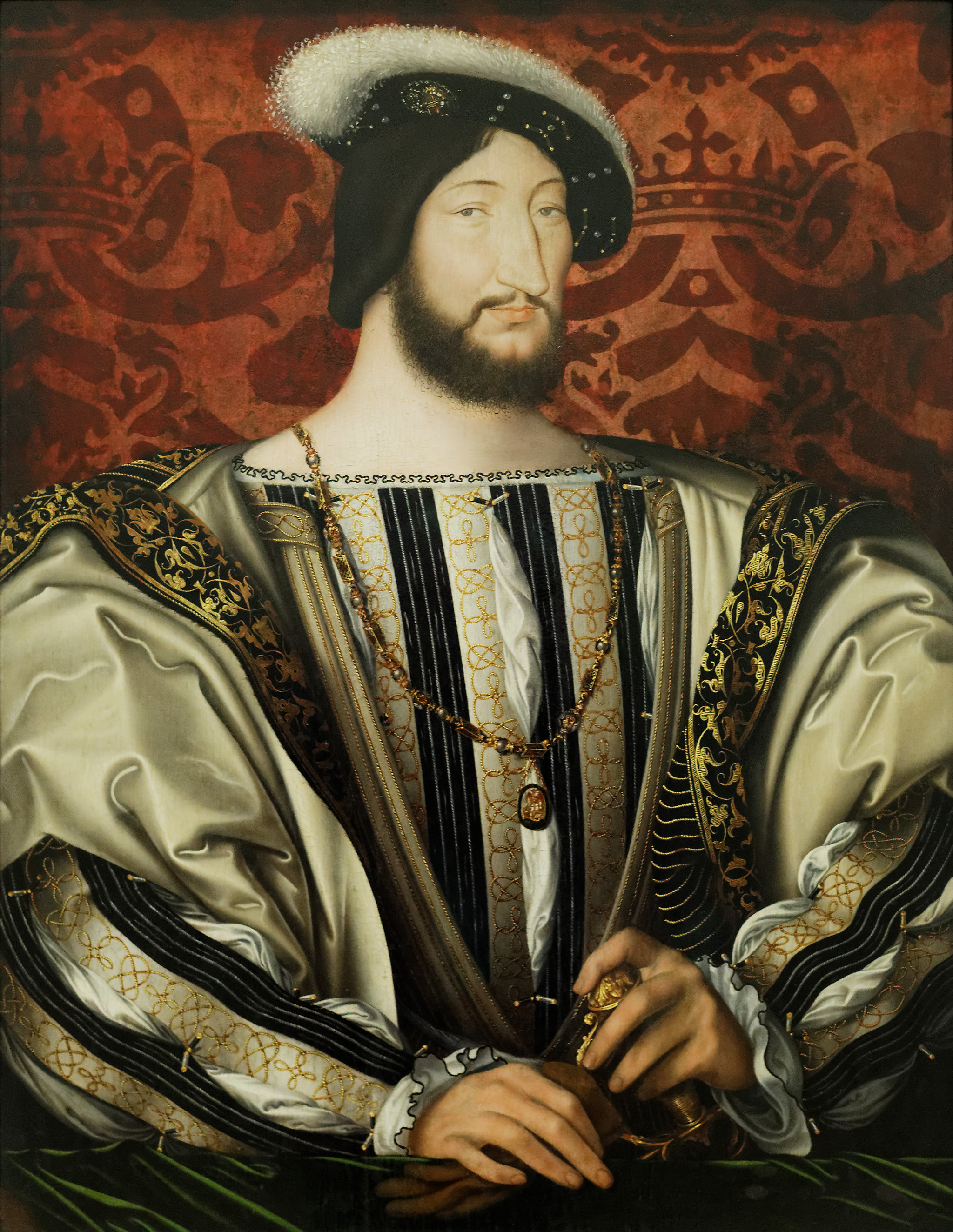
François Ier
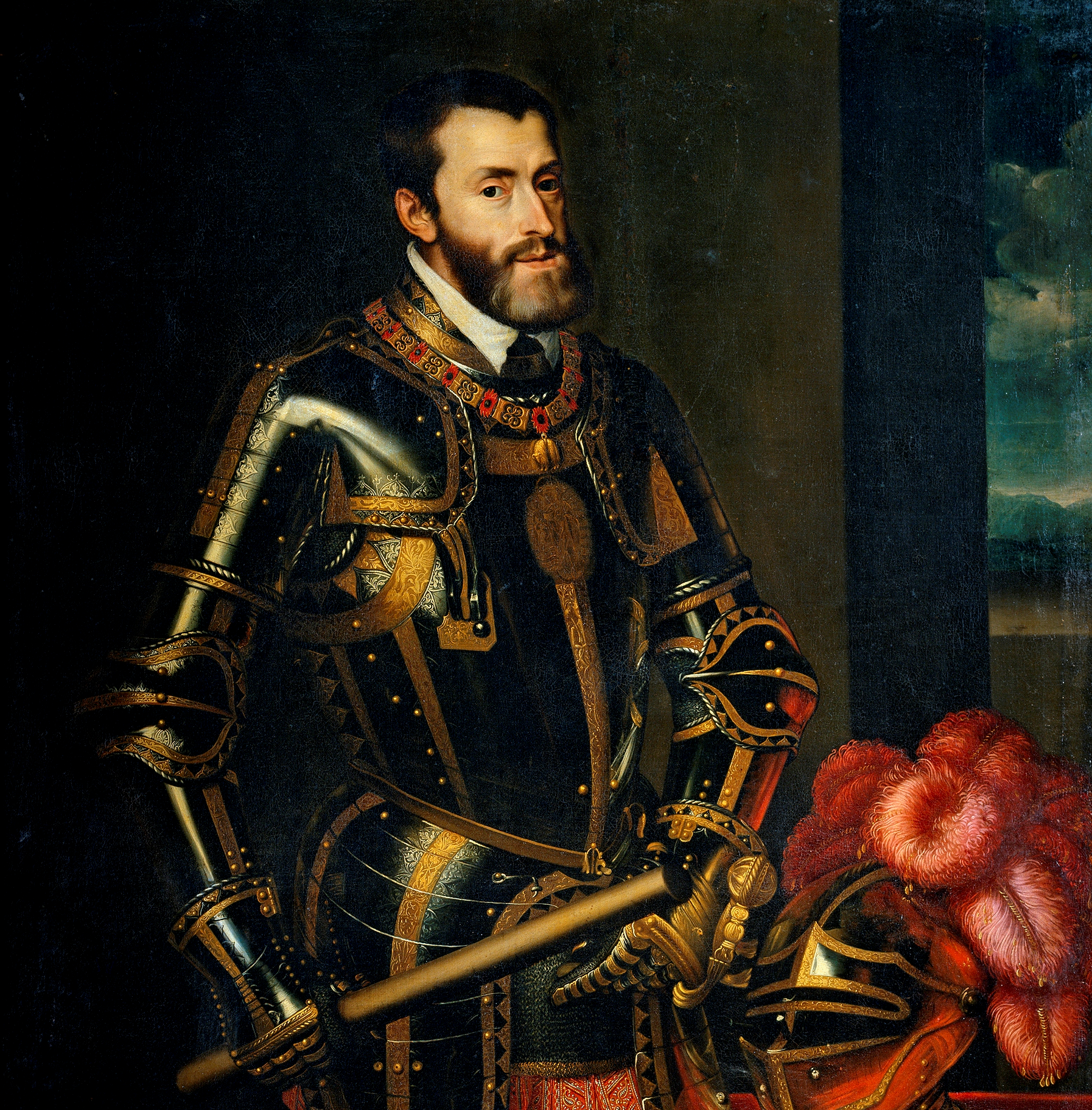
Charles Quint
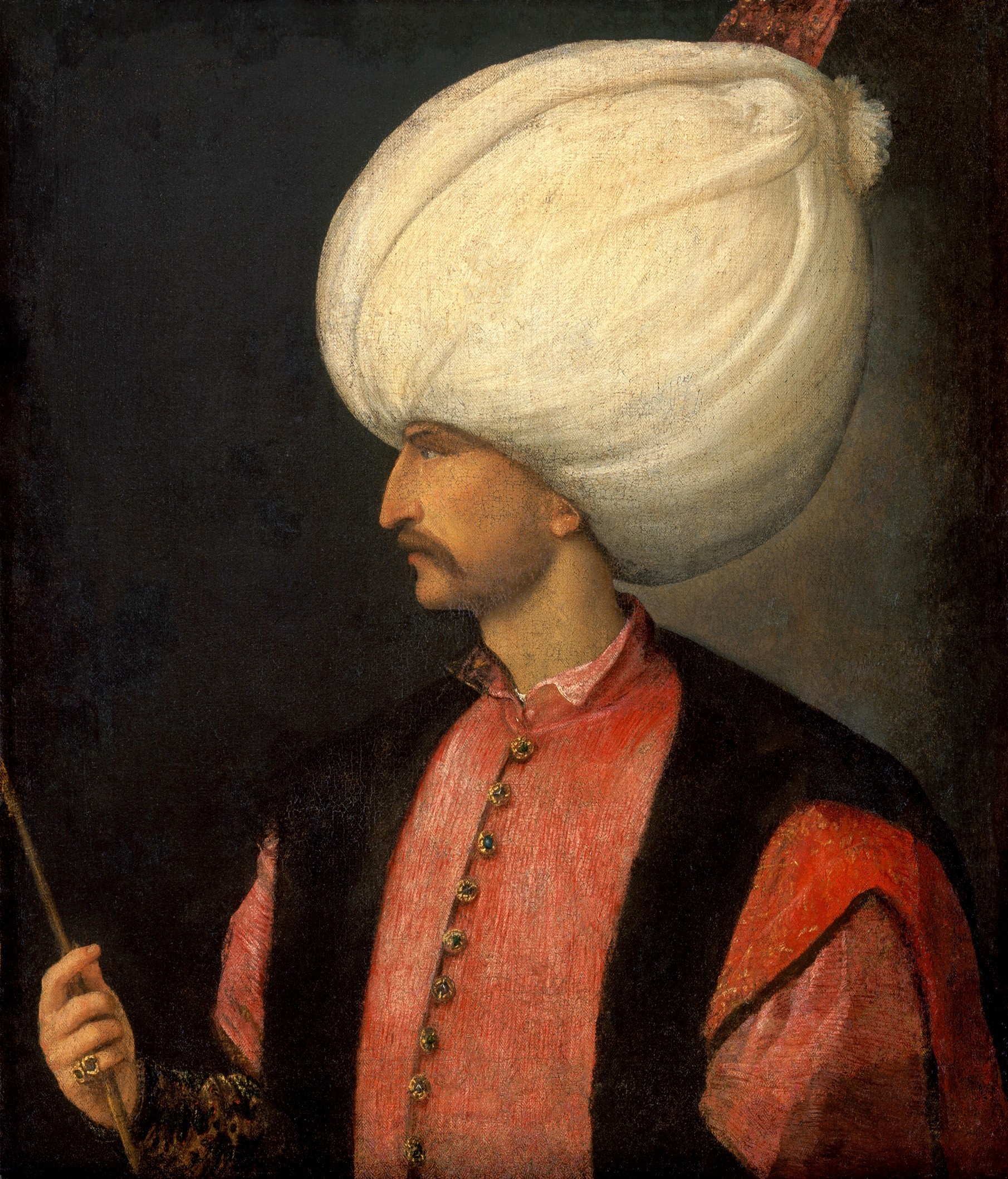
Soliman le Magnifique
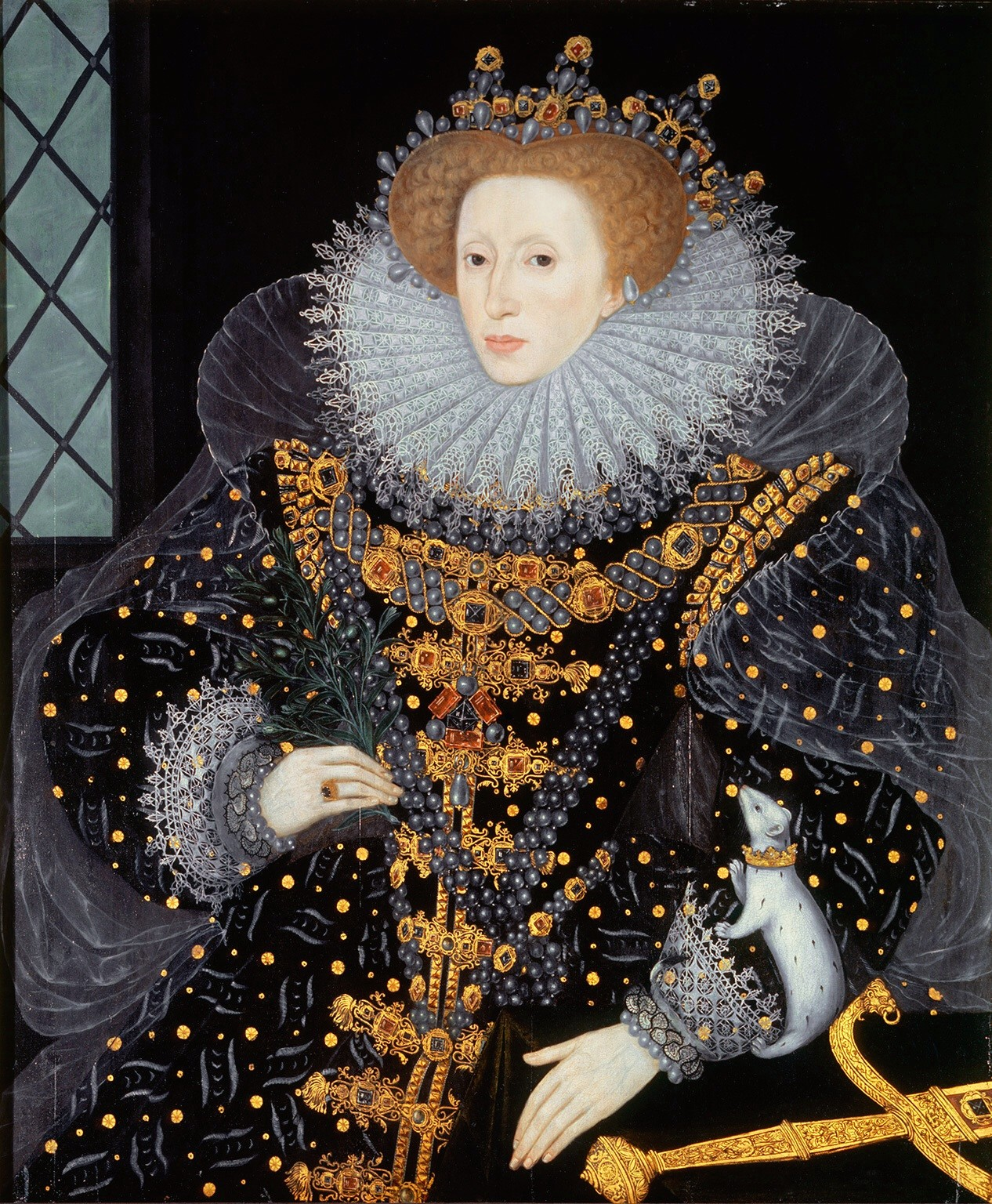
Élisabeth Ire

- Alphonse de Albuquerque (1453-1515), conquistador et gouverneur des Indes portugaises.
- Moctezuma II (1466-1520), huey tlatoani (souverain) de Mexico-Tenochtitlan.
- Manuel Ier de Portugal dit le Grand ou le Fortuné, (Alcochete, 1469 - Lisbonne, 1521), roi du Portugal (1495-1521).
- Thomas Wolsey (Ipswich, ~1473-1530, Leicester), cardinal anglais, chancelier d'Angleterre.
- Anne de Bretagne (Nantes, 1477 - Blois, 1514), duchesse de Bretagne (1488 - 1514) et deux fois reine de France (1491-1498 puis 1499-1514).
- Babur (Andijan, 1483 - 1530, Agra), descendant de Timur et fondateur de l'Empire moghol.
- Laurent II de Médicis (Florence, 1492 - 1519) homme politique, poète et mécène italien.
- Thomas Cromwell (Putney, 1485-1540, à la tour de Londres), membre du Parlement anglais en 1523, premier ministre et conseiller du roi Henri VIII en 1532.
- Henri VIII d'Angleterre (1491-1547), roi d'Angleterre, d'Irlande et de France (seulement en titre) (1509 - 1547).
- François Ier (1494-1547), roi de France (1515-1547).
- Soliman le Magnifique (Trébizonde, 1494-1566, Szigetvár), sultan de l'Empire Ottoman.
- Charles Quint (Gand, 1500-1558, Yuste), empereur germanique (Charles V) et roi d'Espagne (Charles Ier).
- Altan Khan (1502-1582), khan des Mongols.
- Marie Ire dite Marie la Sanglante (1516-1558), reine d'Angleterre, d'Irlande et de France (seulement en titre) (1553-1558).
- Catherine de Médicis (1519-1589), reine de France, épouse d'Henri II. Malgré sa politique de conciliation religieuse et l'instauration de la liberté de conscience pour les protestants, elle reste controversée à cause de sa responsabilité supposée dans le massacre de la Saint-Barthélemy.
- Philippe II (1527-1598), roi d'Espagne.
- Jean Bodin (1530-1596), juriste et théoricien politique français (principes du bon gouvernement).
- Guillaume d'Orange (1533-1584), père de la rébellion des dix-sept provinces des Pays-Bas Habsbourg et figure de proue de la guerre de Quatre-Vingts Ans[incompréhensible] qui mena à l'indépendance des Provinces-Unies.
- Oda Nobunaga (1534-1582), unificateur du Japon.
- Marie Stuart (1542-1587), reine d'Écosse, décapitée sur ordre d'Élisabeth Ire d'Angleterre.
- Akbar (1542-1605), dirigeant de l'Empire moghol.
- Élisabeth Ire (1533-1603), reine d'Angleterre et d'Irlande (1558-1603).

### Écrivains
- Guillaume Budé (1468-1540), philologue et bibliophile français.
- François Rabelais (vers 1493 ou 1494- 1553), écrivain français.
- Clément Marot (1496-1544), poète français.
- Étienne de La Boétie (1530-1563), écrivain français, auteur du Discours de la servitude volontaire,
- Joachim du Bellay (1522-1560), poète français.
- Pierre de Ronsard, (1524-1585), poète français.
- Luís de Camões ou Camoëns (ca 1525-1580), poète portugais[71].
- Jean de la Croix, (1542 - 1591), mystique et poète espagnol.
- Le Tasse (1544-1595), poète italien.
- Miguel de Cervantes (1547 - 1616), romancier, poète et dramaturge espagnol, auteur de Don Quichotte.
- William Shakespeare, (1564-1616), dramaturge et poète anglais.
- Christopher Marlowe, (1564-1593), dramaturge, poète et traducteur anglais.

Voir aussi
- les listes :
  - Écrivains français nés au XVIe siècle
  - Écrivains italiens nés au XVIe siècle
- la catégorie :
  - Écrivain français du XVIe siècle

### Philosophes et humanistes
- Érasme (1466-1536), humaniste et théologien néerlandais.
- Nicolas Machiavel (1469-1527), humaniste et penseur politique italien, auteur du Prince.
- Thomas More (1478-1535), juriste, théologien et homme politique anglais.
- Étienne Dolet (1509-1546), poète, imprimeur, humaniste et philologue français, martyr de la pensée, étranglé puis brûlé.
- Michel Servet (1511-1553), théologien et médecin espagnol, martyr de la pensée, brûlé vif.
- Michel Eyquem de Montaigne (1533-1592), philosophe et moraliste français, auteur des Essais ;
- Giordano Bruno (1548-1600), philosophe et théologien italien, martyr de la pensée, brûlé vif la langue clouée sur une planche ;

Voir : Philosophes du XVIe siècle

### Architectes
- Palladio (1508-1580, architecte italien.
- Philibert Delorme (1510-1570), architecte français.
- Pierre Lescot (1515-1578), architecte français.
- Juan de Herrera (1530-1597), architecte espagnol.

### Peintres
- Leonard de Vinci (1452-1519), peintre, sculpteur, architecte et scientifique italien.
- Michel Ange (1475-1564), peintre, sculpteur et architecte italien.
- Raphaël (1483-1520), peintre et architecte italien.
- Titien (1488-1576), peintre italien.
- François Clouet (1515 - 1572), peintre français.
- Pieter Brueghel l'Ancien (vers 1525-1569), peintre flamand.
- Paul Véronèse (1528-1588), peintre italien.
- El Greco (1541 - 1614), peintre, sculpteur et architecte gréco-espagnol.
- Le Caravage (1571-1610), peintre italien.

Voir aussi
- Peintres français du XVIe siècle
- Peintres italiens du XVIe siècle

### Musiciens
- Janequin (1485-1558), compositeur français.
- Giovanni Pierluigi da Palestrina (1525-1594), compositeur italien.
- Claude Le Jeune (1530-1600), compositeur français.
- Roland de Lassus (1532-1594), compositeur de l'école franco-allemande.
- Monteverdi (1567-1643), compositeur italien.

Voir aussi :
- Compositeurs français du XVIe siècle
- Compositeurs de la Renaissance

### Scientifiques
- Nicolas Copernic (1473-1543), astronome et mathématicien polonais, découvreur de l'heliocentrisme.
- Jyeṣṭhadeva (en) (1500 - 1575), mathématicien et astronome indien, auteur du premier texte de calcul.
- Pedro Nunes (1502-1578), mathématicien et cosmographe portugais, spécialiste de la trigonométrie sphérique et inventeur de la loxodromie, permettant de placer les longitudes.
- Ambroise Paré (v. 1509-1590), médecin et chirurgien français, fondateur de la chirurgie moderne.
- Gerardus Mercator (1512-1594), mathématicien et géographe belge, auteur de la projection portant son nom.
- André Vésale (1514-1564), anatomiste belge, inventeur des planches anatomiques. Ses travaux ont mis fin au galénisme.
- François Viète (1540-1603), maître des requêtes, fondateur de l'algèbre symbolique.

### Navigateurs
- Christophe Colomb (1451-1506), navigateur génois.
- Amerigo Vespucci (1454-1512), navigateur florentin, dont le prénom nomme le nouveau monde (voir Gymnase vosgien).
- Pedro Alvares Cabral (v. 1467-1520 ou 1526), navigateur portugais, découvreur du Brésil en 1500.
- Vasco de Gama (1469-1524), navigateur portugais, premier Européen à atteindre les Indes par voie de mer en contournant le cap de Bonne-Espérance.
- Fernand de Magellan (1480-1521), navigateur portugais, à l'origine de la première circumnavigation.
- Jacques Cartier (1491-1557), navigateur français.

### Religieux
- Ignace de Loyola (1491-1556), fondateur de la Société de Jésus ;
- François Xavier (1506-1552), missionnaire jésuite, évangélisateur des territoires fréquentés par les Portugais en Asie (Inde portugaise, en Malaisie, en Indonésie et au Japon) ;
- Martin Luther (1483-1546), homme d'Église allemand, fondateur de la Réforme protestante ;
- Jean Calvin (1509-1564), théologien et philosophe français, père de l'Église protestante ;
- Hugh Latimer (ca 1485 ou 1490-1555), théologien, évêque de Worcester, l'un des fondateurs du protestantisme anglais, martyr de la pensée, brûlé vif avec Nicholas Ridley ;
- Nicholas Ridley (ca 1500-1555), théologien, l'un des fondateurs du protestantisme anglais, martyr de la pensée, brûlé vif avec Hugh Latimer ;
- Thomas Cranmer (1489-1556), archevêque de Canterbury, l'un des fondateurs du protestantisme anglais, martyr de la pensée, brûlé vif en présentant sa main droit au feu pour châtier ses rétractations ;
- Matteo Ricci, 1552 - 1610), missionnaire jésuite italien, qui mourut à Pékin ;
- Saint Pie V, (1504-1572), pape de 1566 à 1572, réformateur de la Curie romaine, étend l'usage du rite romain (forme tridentine du rite romain) à l'ensemble de l'Église.
- Thérèse d'Avila, (1515-1582), est une religieuse espagnole, réformatrice de l'Ordre du Carmel, sainte et docteur de l'Église.